# The NewZealand Story
The NewZealand Story (ニュージーランドストーリー?, Nyū Jīrando Sutōrī) è un videogioco arcade a piattaforme prodotto e pubblicato dalla Taito nel 1988. Ha per protagonista un piccolo kiwi in stile cartone animato chiamato Tiki, come la figura mitologica maori. È stato convertito per molti home computer e console del periodo, edito da Ocean Software nel caso di quelli occidentali; la versione NES è conosciuta col nome Kiwi Kraze solo in Nord America.
Nel biennio 2005-2006 venne incluso in quattro raccolte dedicate al retrogaming Taito: Taito Legends per PC, PlayStation 2 e Xbox, Taito Memories Gekan solo in Giappone per PS2, e Taito Memories Pocket/Taito Legends Power-Up (Pocket di nuovo solo in madrepatria), entrambi per PlayStation Portable.
In origine avrebbe dovuto essere un sequel diretto di Crazy Balloon, idea che fu del tutto accantonata, mentre l'attuale concetto nacque da uno dei programmatori della Taito che aveva fatto una vacanza in Nuova Zelanda.

## Trama
Zoo di Auckland, Nuova Zelanda. Il tricheco Wally Walrus rapisce un gran numero di kiwi, animale simbolo della nazione, ma uno di essi, Tiki, riesce a sfuggirgli. Scoperto che Wally ha deciso di tenere per sé la più bella del gruppo, Phee-Phee, Tiki decide di partire in missione armato di arco e frecce per liberare lei e tutti i suoi amici.

## Modalità di gioco
Come Tiki l'obiettivo di The NewZealand Story è liberare nei venti livelli che lo costituiscono i suoi amici kiwi ingabbiati. A parte le primissime zone introduttive, i livelli sono di enormi dimensioni (parecchie schermate sia in altezza che in larghezza) e in stile labirintico, con scorrimento multidirezionale. Nella parte in basso a destra dell'interfaccia vi è una minimappa che indica unicamente la posizione del giocatore, tramite un puntino luminoso, e la gabbia del kiwi, tramite invece un cartello con su scritto EXIT.
Tiki non è in grado di volare, ma può saltare, e, premendo rapidamente il tasto di salto, sbatte le alucce per frenare la caduta e fare brevissimi tratti in volo. Per facilitare il compito, esistono numerosi veicoli che può utilizzare appunto per volare. All'inizio Tiki è armato di arco e frecce, illimitate, che può sparare in orizzontale, ma ci sono alcune armi da raccogliere in sostituzione, più numerosi bonus e malus. La collisione con i nemici, fatta eccezione per quelli dotati di aculei o altri casi particolari, non gli causa nulla, ma una vita la perde solo se viene colpito da un proiettile. Negli scenari ci sono inoltre aculei fissi da non toccare.
Alcune sezioni sono subacquee e Tiki nell'attraversarle si munisce automaticamente di maschera e boccaglio, potendo quindi nuotare in tutte le direzioni; appare inoltre un indicatore che segnala la quantità di ossigeno rimanente, terminata la quale Tiki annega. Quando egli si trova sulla superficie dell'acqua può recuperare l'ossigeno perduto espellendo tutta l'acqua dal suo becco: tale sputo viene sfruttato anche come arma contro i nemici volanti quando questi gli si avvicinano.
Per guadagnare vite extra, oltre che accumulare determinati punteggi, è stato adottato lo stesso metodo di Bubble Bobble: collezionando tutte le sei lettere che compongono la parola "EXTEND" sarà possibile vincerla, risultato ottenuto anche raccogliendo per dieci volte una stessa lettera.
In certi livelli sono presenti dei teletrasporti segreti, rappresentati da varchi che appaiono compiendo determinate azioni con le armi, i quali permettono di accedere a stanze segrete o sfruttandole come scorciatoie per altri livelli. Questo procedimento venne ripreso due anni dopo da Taito in Liquid Kids.
I cinque principali gruppi di livelli (suddivisi in quattro stage per ciascuno) sono ambientati in reali località della Nuova Zelanda: Auckland, Rotorua, Waitomo Caves, Wellington/Strait Cook, e Hammer Springs/Monte Cook. L'ambientazione è surreale e cartonesca, porzioni dello sfondo sono occupate da scritte, disegni in stile finto-infantile, segnali stradali, manifesti (vedi immagine in cima alla voce), scorci paesaggistici in colori pastello e alcuni riferimenti al Cristianesimo, come vetrate simili a quelle delle chiese, immagini di angeli e statue di Madonne col Bambino in stile realistico.
C'è un livello speciale ambientato nel paradiso, raggiungibile esaurendo l'ultima vita per un motivo "fisico" in uno degli stage degli ultimi tre livelli. Introdotto dal messaggio "Welcome to Heaven!" lo si attraversa sopravvivendo durante il suo corso, infatti anche qui vi sono gli aculei fissi e i nemici (tutti provvisti di un'aureola sulla testa come Tiki), causanti il game over come in quelli normali; Tiki, una volta arrivato alla fine, giunge al cospetto della Vergine Maria e la partita termina ugualmente. Tuttavia, riuscendo a scovare la sua uscita nascosta, viene data la possibilità al giocatore di continuarla senza inserire ulteriori crediti o altro e riprendere dal punto in cui si era morti con una vita aggiuntiva.

### Nemici
Il titolo è ricco di nemici bizzarri, come ad esempio orsetti punk, gatti con ali da pipistrello, soldatini di legno, batteri e agnelli armati di cannone. Vi sono anche diversi affrontabili boss.
Un nemico particolare appare quando si perde troppo tempo nello stesso livello, il quale non può essere ucciso ma solo evitato: si tratta di un diavoletto armato di forcone, che insegue Tiki non appena si sente un campanello d'allarme (più l'avviso "Hurry Up!!") e l'aumentare del ritmo della musica di sottofondo.

### Oggetti
Buona parte dei bonus rilasciati dai nemici uccisi sono frutti: se raccolti in una certa sequenza, al termine di essa il successivo bonus rilasciato da un nemico ucciso sarà un'arma, un power-up o una delle sopracitate lettere. È comunque possibile trovare questi bonus sparsi per i livelli.
Gli strani mezzi di trasporto, per la maggioranza vari tipi di palloni, permettono di volare premendo il tasto di salto e di solito si possono ottenere sottraendoli ai nemici. Non è indispensabile eliminare il nemico che li cavalca: è possibile semplicemente saltarci sopra e così facendo fare cadere il nemico nel vuoto. Questi mezzi hanno varie caratteristiche come resistenza, inerzia, armamenti inclusi.

## Accoglienza
In Giappone, la rivista Game Machine elencò The NewZealand Story nel numero del 15 novembre 1988 come la nona unità arcade di maggior successo del mese.
Le conversioni per piattaforme domestiche furono prevalentemente apprezzate dalla critica.

## Titoli correlati
Un rifacimento con tante novità ed elementi aggiuntivi, dal titolo New Zealand Story Revolution, venne pubblicato per Nintendo DS nel 2007.
Nel 2008, in occasione della Retroremake Competition di quell'anno, venne sviluppato dalla Auckland Games Works un remake non ufficiale del gioco con licenza freeware, dal titolo The Kiwi's Tale.

## Camei
Il protagonista del gioco, il kiwi Tiki, compare come ospite in diversi altri videogiochi Taito come ad esempio Bubble Bobble II, Cameltry, Pop'n Pop e Liquid Kids.